# Терминал 2000
Терминал 2000 (ивр. מסוף 2000‎, масоф альпаим) — один из автобусных терминалов Тель-Авива.
Решение о его строительстве было принято в 1982 году, при этом было оговорено, что строительство не начнётся в течение 10 лет. Железнодорожная станция у терминала действует уже с 1950-х годов, а терминал открылся в начале 1990-х. 
На месте действует аппарат по загрузке карт Рав-Кав.
В будущем у терминала планируется построить начальную станцию фиолетовой линии трамвая «Данкаль». Там строится транспортный терминал, объединяющий автобусный, железнодорожный и легкорельсовый линии.